# Afi i Amma
Afi i Amma (czyli "Dziadek" i "Babka") – postaci z mitologii germańskiej. Przedstawiane są jako pracowita i zamożna para małżeńska, która jako druga w kolejności przyjęła należycie wędrującego po świecie w ludzkiej postaci boga Riga i nakarmiła go gotowaną cielęciną ("przysmakiem najlepszym"). Rig spędził pod dachem gospodarzy trzy noce i z Ammą spłodził syna, Karla – praprzodka wolnych chłopów.